# Patras
Patras (em grego: Πάτρα; romaniz.: Pátra; em grego clássico: Πάτραι; romaniz.: Pátrai) é a terceira maior cidade da Grécia e também a capital do departamento da Acaia. Patras está localizada no sudoeste da Grécia. Ela é também a capital da região Grécia Ocidental. A área metropolitana de Patras tem uma população acima de 200 mil e é um importante centro comercial com ligação a Itália através de ferrys regulares. A distância de Atenas é 215 km.
Segundo o censo de 2021, a cidade de Patras tinha uma população de 173 600 habitantes; O município tem 215 922 habitantes. O assentamento central tem uma história que abrange quatro milênios. No período romano, tornou-se um centro cosmopolita do Mediterrâneo oriental, enquanto, de acordo com a tradição cristã, era também o lugar do martírio de Santo André.
Apelidada de "Porta do Ocidente" da Grécia, Patras é um centro comercial, enquanto seu movimentado porto é um ponto nodal para o comércio e a comunicação com a Itália e o resto da Europa Ocidental. A cidade possui três universidades públicas, abrigando uma grande população estudantil e tornando Patras um importante centro científico com um campo de excelência em educação tecnológica. A Ponte Rio-Antirio liga o subúrbio mais oriental do Rio de Patras à cidade de Antirrio, conectando a península do Peloponeso com a Grécia continental.
Todos os anos, em fevereiro, a cidade recebe um dos maiores carnavais da Europa. Características notáveis do Carnaval de Patras incluem seus gigantescos carros alegóricos satíricos e bailes e desfiles, apreciados por centenas de milhares de visitantes em um clima mediterrâneo. Patras também é famosa por apoiar uma cena cultural indígena ativa principalmente nas artes cênicas e na literatura urbana moderna. Foi Capital Europeia da Cultura em 2006.

## História

### Antiguidade

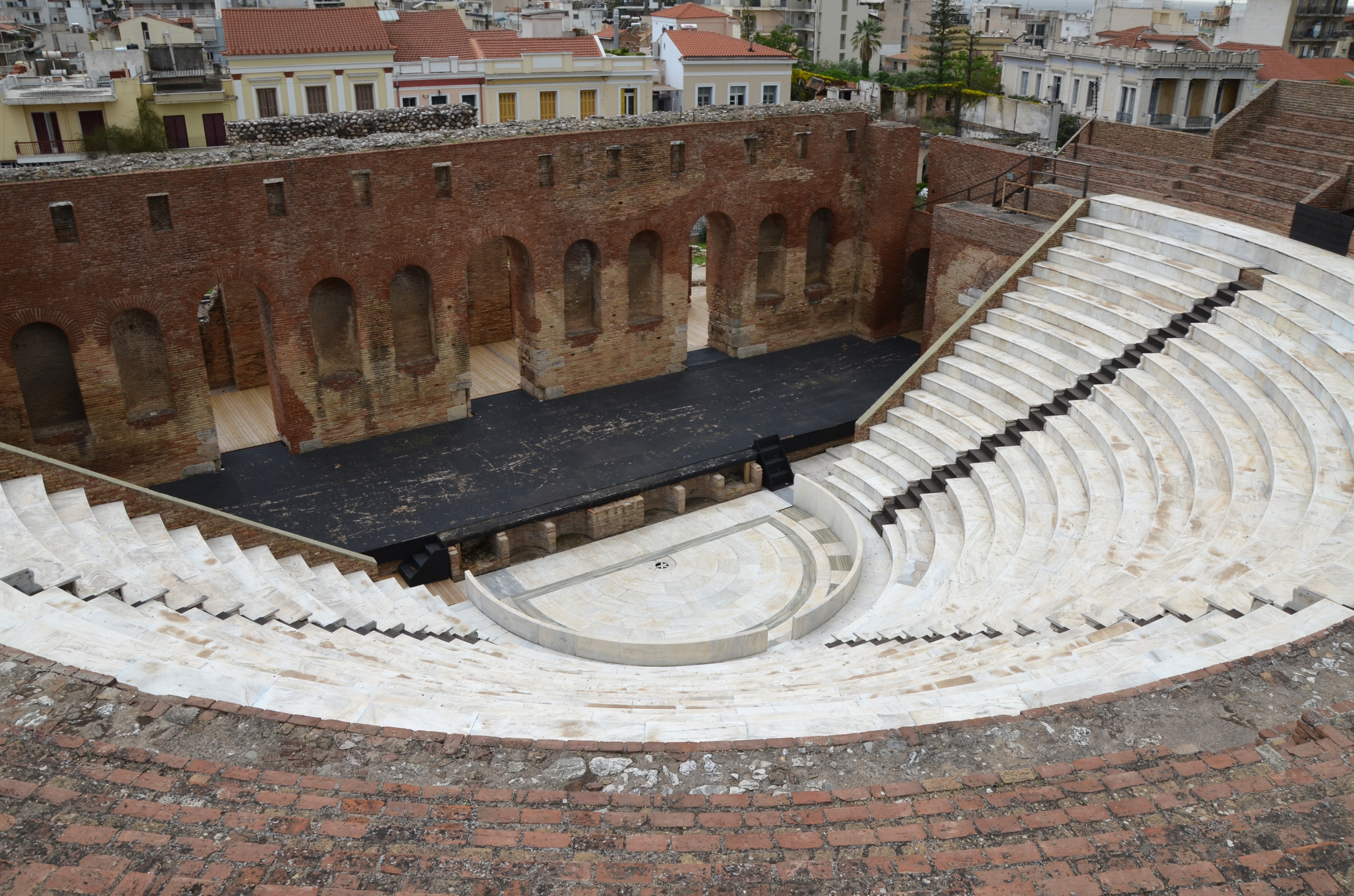
Vista do recém-restaurado Roman Odeon (2015)

Os primeiros vestígios de assentamento em Patras datam do terceiro milênio a.C., na área da moderna Aroi. Patras floresceu pela primeira vez no período pós-heládico ou micênico (1580-1100 a.C.). A antiga Patras foi formada pela unificação de três aldeias micênicas na moderna Aroi, ou seja, a antiga Aroe, Antheia (da mitológica Antheia) e Mesatis. A mitologia diz que, após a invasão dórica, um grupo de aqueus da Lacônia liderados pelo homônimo Patreus estabeleceu uma colônia. Na antiguidade, Patras permaneceu uma cidade agrícola. Foi na época romana que se tornou um importante porto.
Depois de 280 a.C. e antes da ocupação romana da Grécia, Patras desempenhou um papel significativo na fundação da segunda "Liga Aqueia" (Achaiki Sympoliteia), juntamente com as cidades de Dyme, Tritaea e Pharai. Mais tarde, e após a ocupação romana da Grécia em 146 a.C., Patras desempenhou um papel fundamental, e Augusto refundou a cidade como uma colônia romana na área. Além disso, Patras tem sido um centro cristão desde os primórdios do cristianismo e, tanto nas tradições ortodoxas quanto católicas romanas, é a cidade onde Santo André foi crucificado.

### Idade Média e início da modernidade

Vista do Castelo de Patras, construído durante a era bizantina

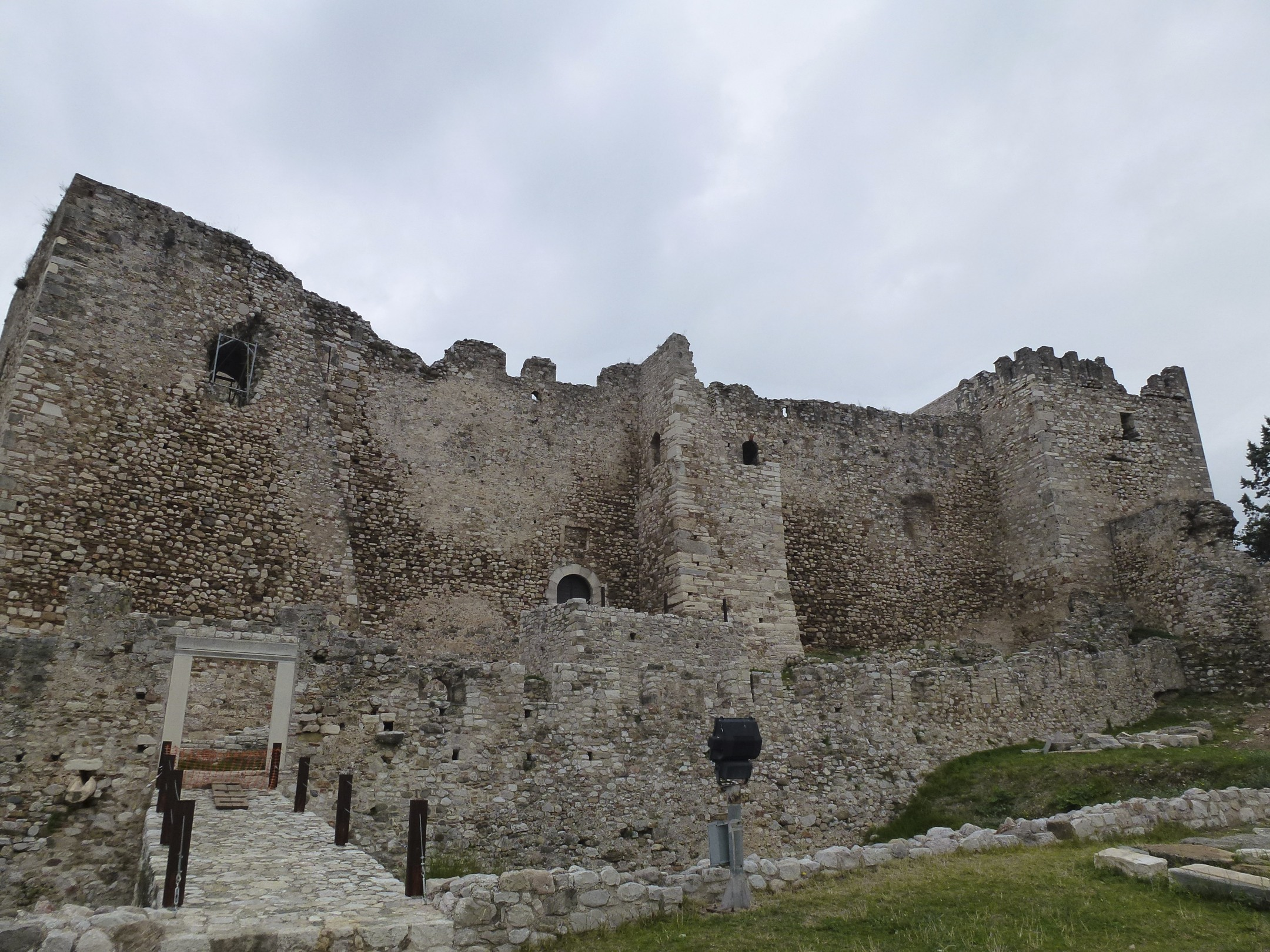
Vista do Castelo de Patras, construído durante a era bizantina

Em 1205, a cidade foi capturada por Guilherme de Champlitte e Villehardouin, e tornou-se parte do principado da Acaia. Tornou-se a sede da Baronia de Patras, e seu arcebispo latino primaz do principado. Em 1408, Patras tornou-se veneziano, até ser recapturado em 1430 pelo Despotado da Moreia e seu déspota Constantino Paleólogo, que assim conseguiu recuperar para o Império Bizantino toda a Moreia, além das possessões venezianas. A administração de Patras foi dada a Jorge Esfrante, enquanto Constantino foi imediatamente contestado pelo Império Otomano e mais tarde, em 1449, tornou-se imperador do Império Bizantino.
Patras permaneceu como parte do Despotado da Moreia até 1458, quando foi conquistada pelo sultão do Império Otomano, Mehmet II. Sob os otomanos, era conhecida como "Baliabadra", do grego: Παλαιά Πάτρα ('Velhas Patras'), em oposição a Νέα Πάτρα ('nova Patra'), a cidade de Ypati, na Grécia Central. Embora Mehmet tenha concedido à cidade privilégios especiais e reduções de impostos, ela nunca se tornou um grande centro de comércio. Veneza e Gênova atacaram e capturaram várias vezes nos séculos 15 e 16, mas nunca restabeleceram seu domínio efetivamente, exceto por um período de domínio veneziano em 1687-1715 após a Guerra da Moreia.
Em 1772, uma batalha naval ocorreu ao largo da cidade entre russos e otomanos.

### Era moderna
Patras foi uma das primeiras cidades em que a Revolução Grega começou em 1821; A guarnição otomana, confinada à cidadela, resistiu até 1828. Após a guerra, a maior parte da cidade e seus edifícios foram completamente destruídos.
Patras desenvolveu-se rapidamente no segundo maior centro urbano da Grécia do final do século 19.  A cidade se beneficiou de seu papel como o principal porto de exportação para a produção agrícola do Peloponeso.
No início do século 20, Patras se desenvolveu rapidamente e se tornou a primeira cidade grega a introduzir postes públicos e bondes eletrificados.  O esforço de guerra necessário pela Primeira Guerra Mundial dificultou o desenvolvimento da cidade e também criou uma expansão urbana incontrolável após o influxo de pessoas deslocadas da Ásia Menor após o intercâmbio populacional de 1922 entre a Grécia e a Turquia. Na Segunda Guerra Mundial, a cidade foi um dos principais alvos dos ataques aéreos italianos. No período de ocupação do Eixo, um comando militar alemão foi estabelecido e tropas alemãs e italianas estacionadas na cidade.

## Mitologia
A cidade foi fundada por Patreu, filho de Preugenes, com ajuda dos lacedemônios, quando Ágis I era rei de Esparta.